# Lijst van militaire commandanten
Lijst van militaire commandanten

## Oudheid

### Mesopotamië
- Hammurabi, Koning van Babylon
- Nebukadnezar II, Veroveraar van Judea
- Tiglat-Pileser III, Koning van Assyrië
- Sargon II, Koning van Akkad

### Afrika
- Ahmose, veroveraar van het Hyksos volk in de Nijl-delta en Nubië (hedendaags Soedan)
- Thoetmosis III, veroverde grote stukken van het Midden-Oosten tot de Eufraat en Nubië
- Ramses II, veroverde Nubië, vocht in Nabije-Oosten (hedendaags Israël, Palestina en Syrië)
- Merenptah, zoon van Ramses II, vocht in de Levant en oostelijk Libië
- Taharqa, vocht tegen de Assyriërs
- Hamilcar Barkas, Carthaags bevelhebber in de Eerste Punische Oorlog
- Hannibal Barkas, Carthaags bevelhebber in de Tweede Punische Oorlog
- Hasdrubal, zoon van Hamilcar Barkas en broer van Hannibal Barkas, vocht voornamelijk in Spanje en later ook op Romeinse bodem in de Tweede Punische Oorlog. Hij wordt soms de tweede Hannibal genoemd.

### Israël
- Joshua, leidde Hebreeuwse troepen tegen Amalek en Canaän
- David, veroverde een rijk van Homs tot Eilat
- Judas Makkabeüs, leider van de Makkabese opstand tegen de Seleuciden
- Jonathan Makkabeüs, na de dood van zijn broer Judas werd Jonathan de leider van de Makkabese opstand
- Simon Makkabeüs, nam deel aan de Makkabese opstand samen met zijn broers. Hij werd de eerste prins van de dynastie der Hasmoneeën
- Sjimon bar Kochba, leider van de Tweede Joods opstand tegen de Romeinen

### Perzië
- Cyrus II de Grote, Koning van Perzië en veroveraar van Babylon
- Artaphernes, Perzisch generaal
- Darius I van Perzië, veroverde alle gebieden tussen Klein-Azië, Noord-Griekenland en de Donau
- Xerxes I van Perzië, veroverde enkele Griekse steden inclusief het machtige Athene
- Mardonius Perzische generaal tijdens de Perzische Oorlogen

### China
- Sun Tzu, Chinees generaal en schrijver van The Art of War

### India
- Sudas (circa 15de eeuw voor Christus), Indische koning, versloeg de Rigvedische stammen in de Slag van de Tien Koningen
- Chanakya, eerste minister van de Mauryadynastie

### Vietnam
- Generaal Võ Nguyên Giáp, generaal ten tijde van de Vietnamoorlog.

### Griekenland
- Themistocles, Atheens admiraal tijdens de Perzische Oorlogen
- Miltiades, Atheens generaal tijdens de Perzische Oorlogen
- Callimachus, Atheens generaal tijdens de Perzische Oorlogen
- Leonidas, Spartaans koning en generaal tijdens de Perzische Oorlogen
- Eurybiades, Spartaans generaal tijdens de Perzische Oorlogen
- Pausanias, Spartaans generaal tijdens de Perzische Oorlogen
- Kimon II, Atheens generaal
- Callias, Atheens generaal
- Pericles, Atheens politicus en generaal tijdens de Peloponnesische Oorlog
- Demosthenes, Atheens generaal tijdens de Peloponnesische Oorlog
- Cleon, Atheens generaal tijdens de Peloponnesische Oorlog
- Nicias, Atheens generaal tijdens de Peloponnesische Oorlog
- Thucydides, Atheens generaal tijdens de Peloponnesische Oorlog
- Brasidas, Spartaans generaal tijdens de Peloponnesische Oorlog
- Alcibiades, Atheens generaal tijdens de Peloponnesische Oorlog
- Phormio, Atheens admiraal tijdens de Peloponnesische Oorlog
- Thrasybulus, Atheens admiraal tijdens de Peloponnesische Oorlog
- Lycophron, Spartaans admiraal tijdens de Peloponnesische Oorlog

### Rome
- Publius Cornelius Scipio Africanus
- Gaius Julius Caesar
- Flavius Aëtius
- Trajanus
- Pompeius
- Octavianus

## Middeleeuwen
- Khalid ibn Walid, generaal uit Arabië
- Tarik ibn Zijad, Berber generaal in de Slag bij Guadalete
- Theodorik de Grote, koning van de Ostrogoten en heerser van Italië
- Clovis, eerste christelijke koning van de Franken
- Songtsen Gampo, Tibetaanse strijder en koning
- Ulji Moonduk, Koreaans generaal
- Yang Man-chun, Koreaans generaal
- Kim Yu-shin, Koreaans generaal
- Karel Martel, hofmeier van het koninkrijk der Franken
- Pepijn de Korte, zoon van Karel Martel en vader van Karel de Grote, verslaat de Longobarden in Italië
- Karel de Grote, koning van de Franken en keizer van het Heilige Roomse Rijk
- Alfred de Grote, koning van Wessex
- koning Willem I van Engeland, hertog van Normandië, ook bekend als Willem de Veroveraar
- Wang Geon, koning van Korea
- Belisarius, Byzantijns generaal tijdens de heerschappij van keizer Justinianus I
- Narses, Byzantijns generaal onder keizer Justinianus I
- Mundus, Byzantijns generaal onder keizer Justinianus I
- Topiltzin Ce Acatl Quetzalcoatl, veroveraar en leider van de Tolteken
- Basilius II, Byzantijns keizer
- Minamoto no Yoritomo, Japans militair leider en schichter van het Shogunaat en halfbroer van Minamoto no Yoshitsune
- Minamoto no Yoshitsune, Japans generaal en halfbroer van Minamoto no Yoritomo
- Kilij Arslan I, islamitisch bevelhebber tijdens de Eerste Kruistocht
- Al-Afdal Shahanshah, islamitisch bevelhebber tijdens de Eerste Kruistocht
- Godfried van Bouillon, Graaf van Verdun, Hertog van Neder-Lotharingen, Voogd van het Heilig Graf en christelijk bevelhebber bij de Eerste Kruistocht
- Stefanus II van Blois, Graaf van Blois, Dunois, Meaux en christelijk bevelhebber bij de Eerste Kruistocht
- Raymond IV van Toulouse, Graaf van Rouergeu, Toulouse, Tripoli en christelijk bevelhebber tijdens de Eerste Kruistocht
- Boudewijn I van Jeruzalem, Graaf van Edessa, Koning van Jeruzalem en christelijk bevelhebber tijdens de Eerste Kruistocht
- Eustaas III van Boulogne, Graaf van Boulogne en christelijk bevelhebber tijdens de Eerste Kruistocht
- Robrecht II van Vlaanderen, Graaf van Vlaanderen, Zeeland, Artesië en christelijk bevelhebber tijdens de Eerste Kruistocht
- Hugo I van Vermandois, Graaf van Vermandois, Valois, Heer van Elbeuf en christelijk bevelhebber uit de Eerste Kruistocht
- Robert Curthose, Graaf van Maine, Hertog van Normandië en christelijk bevelhebber uit de Eerste Kruistocht
- Bohemund I van Antiochië, (Heer van Tarente, Vorst van Antiochië en christelijk bevelhebber uit de Eerste Kruistocht
- Tancred van Galilea, Prins van Galilea, Prins-Regent van Antiochië en christelijk bevelhebber uit de Eerste Kruistocht
- Alexios I Komnenos, Byzantijns keizer en christelijk bevelhebber uit de Eerste Kruistocht
- Tatikios, Byzantijns generaal en christelijk bevelhebber uit de Eerste Kruistocht
- Constantijn I van Armenië, koning van Armenië en christelijk bevelhebber uit de Eerste Kruistocht
- Melisende van Jeruzalem, Koningin van Jeruzalem en christelijk bevelhebber van de Tweede Kruistocht
- Eduard III van Engeland
- Filips VI van Frankrijk
- Jan II van Frankrijk
- Eduard van Woodstock
- Hendrik van Grosmont
- Bertrand du Guesclin
- Hendrik V van Engeland
- Karel I van Albret
- Jeanne d'Arc
- John Talbot
- Gilles de Rais

## Vroegmoderne Tijdperk
- Lodewijk van Nassau, broer van Willem van Oranje commandant in de Tachtigjarige Oorlog
- Charles de Héraugière, commandant van een speciale troepenmacht die Breda veroverde, tijdens de Tachtigjarige Oorlog, met een "Trojaans Paard"-actie
- Ernst Casimir van Nassau-Diez, commandant in de Tachtigjarige Oorlog, stadhouder van Friesland, Groningen en Drenthe voor de Nederlandse Republiek
- Frederik Hendrik van Oranje, stadhouder van de Nederlandse Republiek, commandant (kapitein en admiraal-generaal) in de Tachtigjarige Oorlog voor de Nederlandse Republiek
- Maurits van Oranje, stadhouder, commandant in de Tachtigjarige Oorlog voor de Nederlandse Republiek
- Hendrik Casimir I van Nassau-Diez, commandant in de Tachtigjarige Oorlog, stadhouder van Friesland, Groningen en Drenthe
- Piet Hein, viceadmiraal en admiraal tijdens de Tachtigjarige Oorlog
- Maarten Harpertszoon Tromp, admiraal tijdens de Tachtigjarige Oorlog en de Eerste Engelse Oorlog
- Michiel de Ruyter, Nederlands admiraal in de Eerste Engelse Oorlog, de Tweede Engelse Oorlog, de Derde Engelse Oorlog en de Frans-Nederlandse Oorlog
- Philips van Almonde, opperbevelhebber van de Nederlandse vloot van 1702 tot 1713
- Heino Heinrich von Flemming, Oostenrijk
- Eugenius van Savoye
- John Churchill, hertog van Marlborough
- Gottfried Heinrich zu Pappenheim
- Aleksandr Mensjikov
- Frederik II van Pruisen
- Pjotr Roemjantsev
- Aleksandr Soevorov
- Fjodor Oesjakov
- Karel Willem Ferdinand van Brunswijk-Wolfenbüttel
- George Washington, generaal, opperbevelhebber van de koloniën in de Amerikaanse Onafhankelijkheidsoorlog en de eerste Amerikaanse president
- John Stark
- Napoleon Bonaparte, keizer van Frankrijk
  - Jean-Baptiste Bessières
  - Jean Baptiste Bernadotte
  - Joachim Murat
  - Louis Nicolas Davout
  - Louis Alexandre Berthier
  - Michel Ney
  - Jean Lannes
  - Auguste de Marmont (1774-1852), Frans generaal, vergezelde Napoleon Bonaparte in 1789 tijdens diens expeditie in Egypte
  - Laurent Marquis de Gouvion Saint-Cyr
  - Nicolas Oudinot
  - Nicolas Jean de Dieu Soult
  - Guillaume Brune
  - Jean Baptiste Jourdan
  - André Masséna
  - Louis Gabriel Suchet

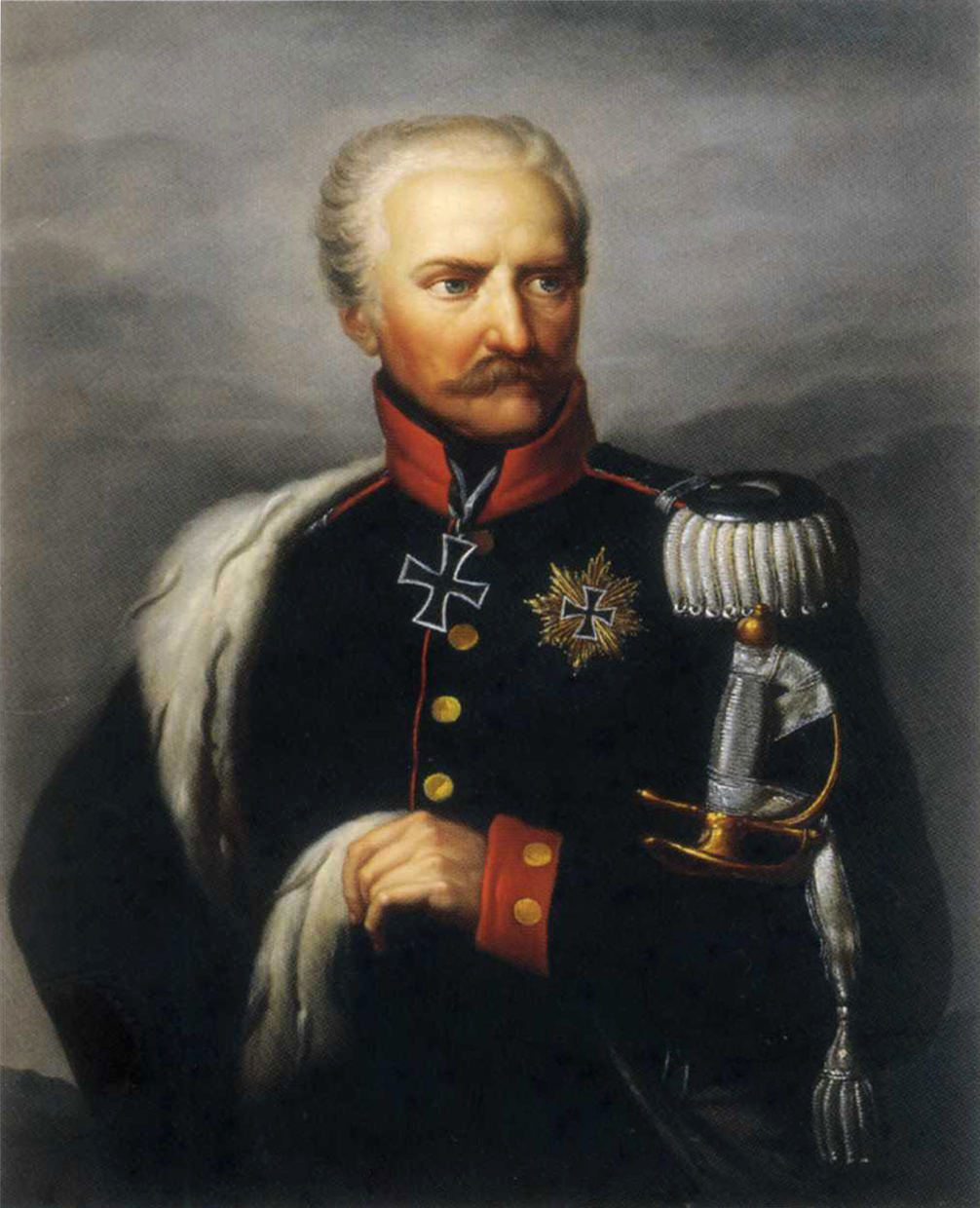
Gebhard Leberecht von Blücher

- Jose de San Martin, Argentijns generaal en bevrijder van Argentinië, Chili en Peru
- Michail Koetoezov
- Arthur Wellesley, eerste hertog van Wellington
- Horatio Nelson, Brits marineofficier
- Isaac Brock, Brits majoor-generaal in Canada tijdens de oorlog van 1812
- François-Marie de Broglie
- Victor-Maurice de Broglie
- Gebhard Leberecht von Blücher
- Albrecht von Wallenstein
- Gustaaf II Adolf van Zweden, de Leeuw van het Noorden
- Peter Wittgenstein
- Jan Willem de Winter, Nederlands brigadier-generaal in Franse dienst, later Bataafs admiraal tijdens de Zeeslag bij Kamperduin
- Karel XII van Zweden
- Piotr Bagration
- Andrés Bonifacio, oprichter van de Katipunan

## 1815 - 1939

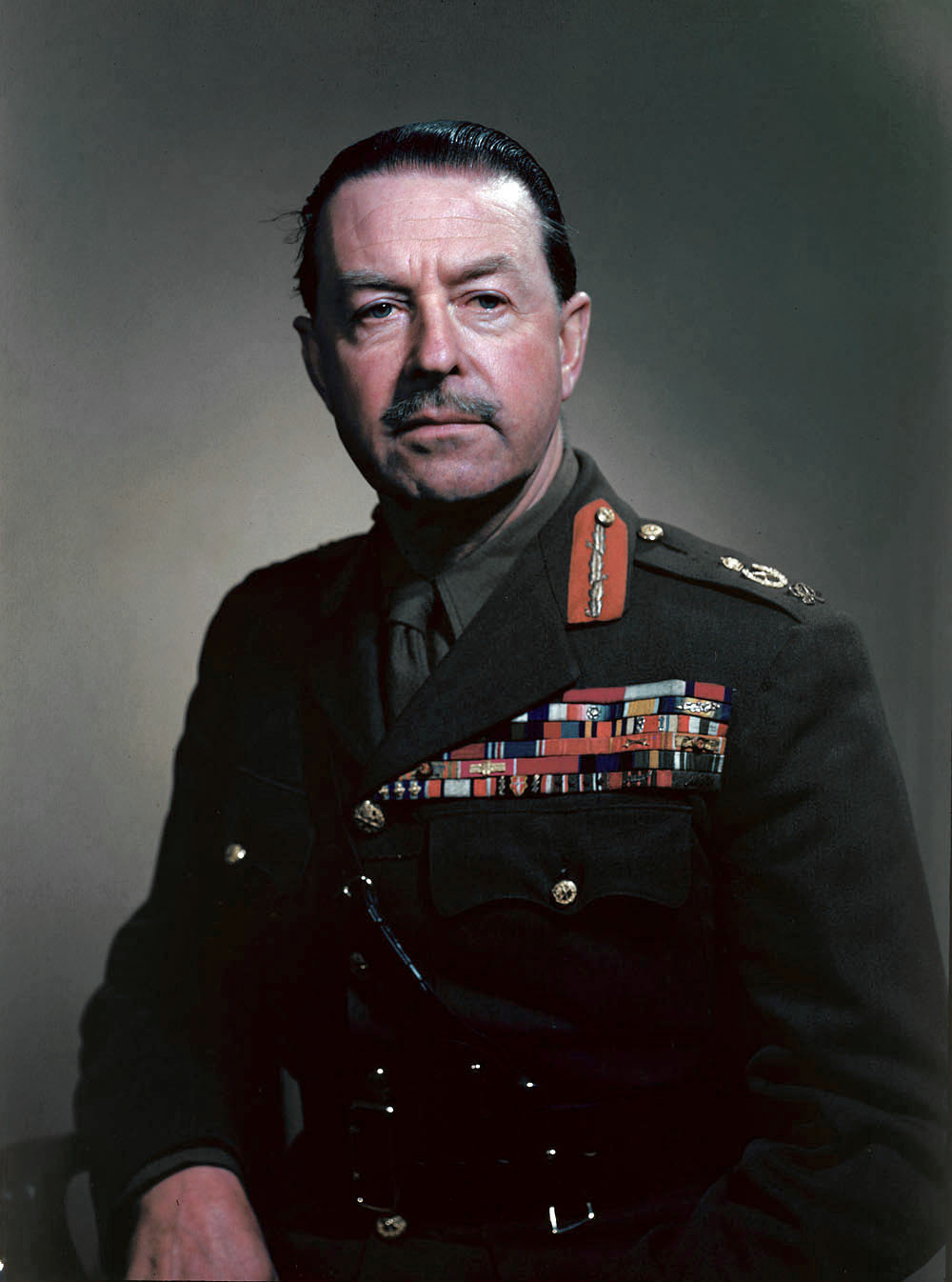
Harold Alexander

- Kemal Atatürk
- Simon Bolivar
- Frederik III van Duitsland
- Mohammed Ali van Egypte
- Giuseppe Garibaldi
- Ulysses S. Grant
- Douglas Haig
- Ferdinand Foch
- Paul von Hindenburg
- Thomas "Stonewall" Jackson
- Robert E. Lee
- Erich Ludendorff
- Patrice de Mac-Mahon
- Helmuth von Moltke de Oude
- Helmuth von Moltke de Jonge
- José María Morelos
- Bernardo O'Higgins
- Alfred von Schlieffen
- Baron de Vincent

## Tweede Wereldoorlog - 1990
- Abraham Adan (1947-1973 Israël)
- Harold Alexander (WOII VK)
- Claude Auchinleck (WOII VK)
- Harvey Ball (WOII VS)
- Lin Biao (WOII China)
- Thomas Blamey (WWII Australië)
- Simon Bolivar Buckner, Jr. (WOII VS)
- Omar Bradley (WOII VS)
- Adrian Carton De Wiart (WOII VK)
- Fidel Castro (jaren vijftig, Cuba)
- Vasily Chuikov (WOII Sovjet-Unie)
- Mark Clark (WOII VS)
- Michael O'Moore Creagh (WOII VK)
- Walter Model (WOII Duitsland)
- Henry Duncan Graham Crerar, Canada's leidende generaal tijdens WOII
- Alan Gordon Cunningham (WOII VK)
- Andrew Browne Cunningham (WOII VK)
- Moshe Dayan (Israël)
- Miles Dempsey (WOII VK)
- Petre Dumitrescu (WOII Roemenië)
- Zhu De, chinees communistisch leider
- Dwight Eisenhower (WOII VS)
- Simon Fraser (WOII VK)
- Bernard Freyberg (WOI WOII Nieuw-Zeeland)
- Maurice Gamelin (WOII Frankrijk)
- Hermann Göring(WOI WOII Duitsland)
- William Gott (WOII VK)
- Võ Nguyên Giáp (Noord-Vietnam)
- Che Guevara (1950s Cuba)
- Rodolfo Graziani (WWII Italië)
- Heinz Guderian (WWII Duitsland)
- Brian Horrocks (WWII VK)
- Albert Kesselring (WWII Duitsland)
- Ivan Konev (WWII Sovje Unie)
- Walter Krueger (WWII VS)
- Oliver Leese (WWII VK)
- Douglas MacArthur (WWII en Korea, VS)
- Stanislaw Maczek (WWII Polen)
- Sam Manekshaw (Indo-Pak Oorlog 1971, India)
- Carl Gustaf Emil Mannerheim (Winteroorlog en WWII Finland)
- Mitsuru Ushijima (WWII Japan)
- Field Marshal Montgomery (WWII VK)
- Leslie Morshead (WW II Australië)
- Louis Mountbatten, first Earl Mountbatten of Burma (WWII VK)
- Omar Mukhtar (Libië WWII)
- Prince Higashikuni Naruhiko (WWII Japan)
- Chester Nimitz (WWII VS)
- Richard O'Connor (WWII VK)
- George Patton (WWII VS)
- Friedrich Paulus (WWII Duitsland)
- "Chesty" Puller (WWII VS)
- Yitzchak Rabin (Israël)
- Fidel Ramos (Korea)
- Matthew B. Ridgway (WWII en Korea, VS)
- Neil Ritchie (WWII VK)
- Konstantin Rokossovsky (WWII Sovjet-Unie)
- Erwin Rommel (WWII Duitsland)
- Gerd von Rundstedt (WWII Duitsland)
- Erich von Manstein (WWII Duitsland)
- Franc Rozman Stane (WWII Slovenië)
- Arjan Singh (Indië)
- William Slim (WWII VK)
- Ariel Sharon (Israël)
- Alfred Schlemm (WWII Duitsland)
- Raymond Spruance (WWII VS)
- Kurt Student (WWII Duitsland)
- Josip Broz Tito (WWII Joegoslavië)
- Aleksandr Vasilevski (WWII Sovjet-Unie)
- Godfried van Voorst tot Voorst (WOII NL)
- Archibald Wavell, de eerste Graaf Wavell of Cyrenaica (WWII VK)
- William Westmoreland (Vietnam VS)
- Henri Winkelman (WOII NL)
- Sandy Woodward (Falklandoorlog)
- Nikolai Vatutin (WWII Sovjet-Unie)
- Kliment Voroshilov (Winter Oorlog en WWII)
- Isoroku Yamamoto (WWII Japan)
- Chen Yi (WWII China)
- Mao Zedong (China)
- Georgi Zjoekov (WWII Sovjet-Unie)
- Jean de Lattre de Tassigny (WW II Frankrijk)
- François Darlan (WW II Frankrijk)
- Maxime Weygand (WWII Frankrijk)
- Philippe Pétain (WWII Frankrijk)

## Na 1990
- Peter de la Billière Verenigd Koninkrijk, Golfoorlog (1990-1991)
- Norman Schwarzkopf, Jr. Operatie Desert Storm, commandant van de geallieerde coalitie
- Romeo Dallaire, Canadese commandant van UNAMIR dat probeerde de Rwandese Genocide te stoppen
- Subcomandante Marcos, leider van de Zapatistenopstand
- Wesley Clark, opperste commandant van de NAVO
- Tommy Franks, hoofdcommandant van het Verenigde Staten Centrale Bevel (Irakoorlog)
- Mike Jackson, hoofd van het Britse leger
- Peter John Cosgrove, leidde de internationale troepenmacht (INTERFET) in een vredesmissie in Oost-Timor